# 普雷里艾蘭鎮區 (內布拉斯加州梅里克縣)
普雷里艾蘭鎮區（英語：Prairie Island Township）是位於美國內布拉斯加州梅里克縣的一個行政鎮區。

## 地方資料
普雷里艾蘭鎮區的面積為38.92平方千米，當中陸地面積為38.63平方千米，而水域面積為5.29平方千米。根據2020年美國人口普查的數據，當地共有人口82人，而人口密度為每平方千米2.11人。